# Михайловка (Целинский район)
Миха́йловка — село в Целинском районе Ростовской области.
Административный центр Михайловского сельского поселения.

## Население
| 2010 |
| ---- |
| 905  |

## Улицы
| - ул. Больничная, - ул. Восточная, - ул. Западная, - ул. Комсомольская, | - ул. Красноармейская, - ул. Крестьянская, - ул. Крупской, - ул. Лесная, | - ул. Мира, - ул. Молодёжная, - ул. Полевая, - ул. Северная, | - ул. Советская, - ул. Содружества, - ул. Спортивная, - ул. Степная. |